# Дителлурид рутения
Дителлурид рутения — бинарное неорганическое соединение
рутения и теллура
с формулой  RuTe2,
серо-синие кристаллы.

## Получение
- Спекание стехиометрических количеств чистых веществ в вакууме:

{\displaystyle {\mathsf {Ru+2Te\ {\xrightarrow {850^{o}C}}\ RuTe_{2}}}}

## Физические свойства
Дителлурид рутения образует серо-синие кристаллы
кубической сингонии,
пространственная группа P a3,
параметры ячейки a = 0,6373 нм, Z = 4,
структура типа пирита FeS2
.
Также сообщается, что кубическая форма является метастабильной и существует при температуре выше 620°С, а при комнатной температуре равновесными являются кристаллы
ромбической сингонии,
пространственная группа P nnm,
параметры ячейки a = 0,52915 нм, b = 0,64043 нм, c = 0,40118 нм, Z = 4,
.
Является полупроводником n-типа.